# Guillaume de Farabel
 (août 2025).
 (août 2025).
Guillaume de Farabel, mort après 1282, est un noble du comté de Tripoli originaire du royaume de France. Il est le fils de Jean de Farabel et de son épouse Marie Sans-Avoir.
À la mort de son père avant 1277, il hérite de la seigneurie du Puy qui provenait de sa mère. En 1277, il est également nommé connétable du comté de Tripoli.
Mais dès 1278, il perd sa seigneurie du Puy, conquise par les mamelouks d'Égypte.
Sa dernière apparition dans les archives remonte à l'année 1282.
Il épouse Alix de Boutron, fille de Jacques de Boutron et de Clarence de Hazart, avec qui il a trois enfants :
- Rodolphe de Farabel (ou Rostain) ;
- Guillaume de Farabel, décédé dans les Pouilles ;
- une fille.